# Skagabyggð
Skagabyggð est une ancienne municipalité située au nord de l'Islande.